# Ernst Gottfried Adolf Böckel

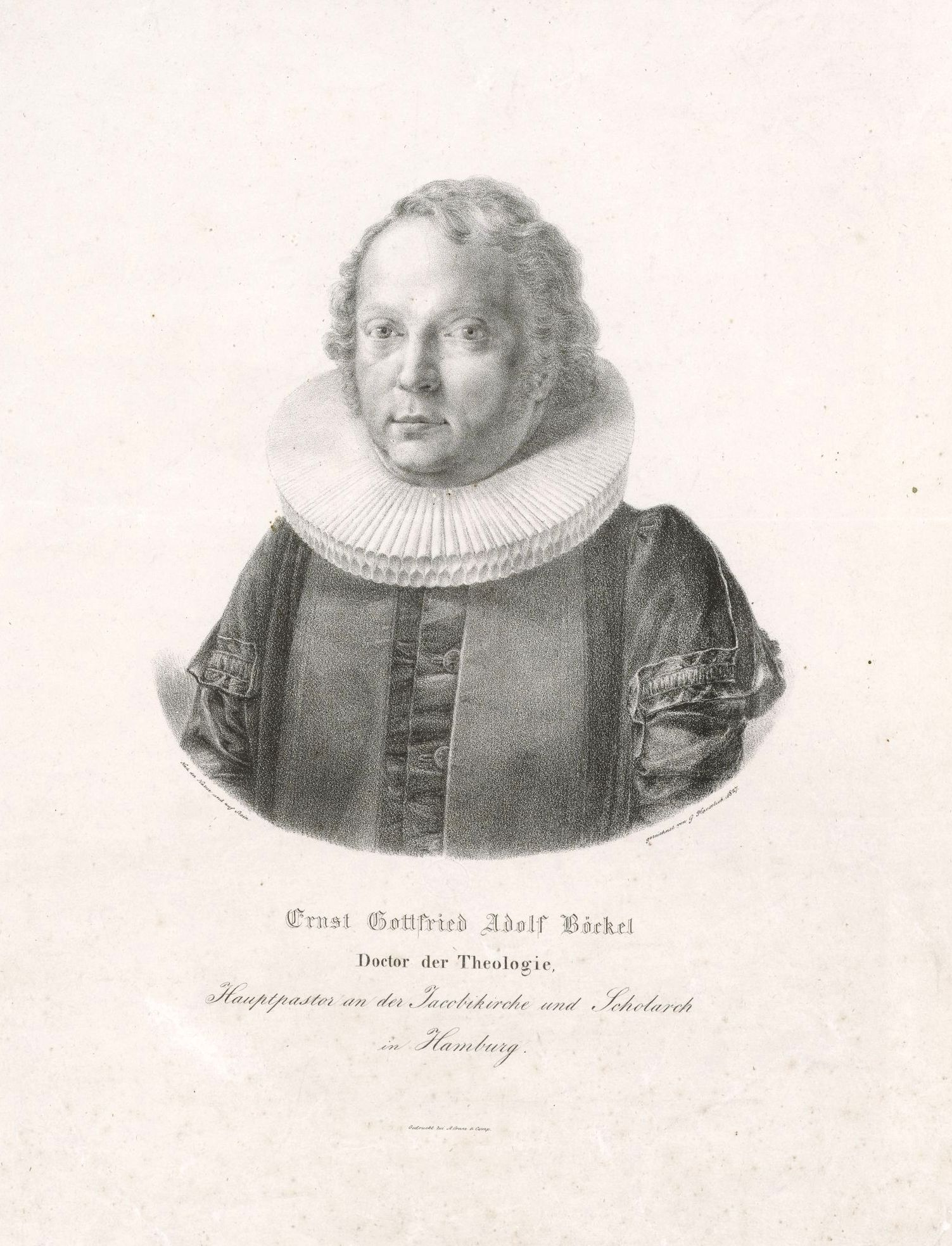
E.G.A.Böckel, Stich von Haeselich (1827)

Ernst Gottfried Adolf Böckel (* 1. April 1783 in Danzig; † 5. Januar 1854 in Oldenburg (Oldb)) war ein deutscher evangelischer Theologe und Hochschullehrer.

## Leben
Böckel studierte ab 1801 Evangelische Theologie an der Albertus-Universität Königsberg, war danach Lehrer, Pastor, Diakon und Garnisonsprediger. 1817 wurde er zum Doctor theologiae promoviert. 1819 wurde er zum Professor der Theologie an der Universität Greifswald und Pastor an der Jacobikirche berufen.
1826 wechselte Böckel als Hauptpastor an die Jacobikirche nach Hamburg und kam 1833 als Pastor an die Ansgariikirche nach Bremen. 1836 wurde er Generalsuperintendent für das Großherzogtum Oldenburg und Oberhofprediger zu Oldenburg. In Hamburg gehörte Böckel zu den Gründungsmitgliedern der Freimaurerloge Boanerges zur Bruderliebe.

## Familie
Böckel war verheiratet mit Johanna Elisabeth geb. Günther († 1860). Dieser Ehe entstammt der Sohn Dagobert Böckel, später Lehrer und Reichstagsabgeordneter der Fortschrittspartei.

## Schriften
- Hoseas. 1808
- Litteratur der Theologie. 1812
- Epistola Pauli ad Romanos. 1821
- Hiob. 1821
- Salomo’s Denksprüche. 1829